# Путила (посёлок)
Пути́ла (укр. Путила; Сторонец-Путилов) — посёлок, административный центр Путильской поселковой общины Вижницкого района Черновицкой области Украины.

## История
Впервые упоминается 1501 году наряду с другими населенными пунктами, польский король передал Иону Тэутулу за то, что тот заключил мир между Польшей и Молдовой. 1817 года крестьяне Путилы подали жалобу императору Францу I на то, что в течение 10 лет налоги возросли в десять раз. В 1843 году крестьянам запретили пользоваться лесом, что привело к беспорядкам в Путиле. Одним из предводителей народных восстаний был Лукьян Кобылица. 1843 года было арестовано 14 главарей народных восстаний, среди которых Лукьян Кобылица, Иван Галица, Иосиф Бирла.
2 июня 1941 года здесь началось издание районной газеты.
После начала Великой Отечественной войны в 1941—1944 поселение было оккупировано немецко-румынскими войсками.
В 1975 году здесь действовали лесокомбинат, маслодельный завод и фабрика по обработке шерсти.
В октябре 1995 года было утверждено решение о приватизации райсельхозтехники.
В ходе административно-территориальной реформы в Украине, в 2020 году Путильский район был упразднён, а поселок стал центром Путильской поселковой общины Вижницкого района.

## Население
В январе 1989 года численность населения составляла 3604 человека.
На 1 января 2013 года численность населения составляла 3373 человек.

### Языковой состав
Родной язык населения по данным переписи 2001 года:
| Язык       | Численность, чел. | Доля     |
| ---------- | ----------------- | -------- |
| Украинский | 3 218             | 98,56 %  |
| Русский    | 35                | 1,07 %   |
| Другие     | 12                | 0,37 %   |
| Итого      | 3 265             | 100,00 % |

## Транспорт
- находится в 42 км от ближайшей ж.д. станции Вижница (конечная станция ж.д. ветки от линии Черновцы — Ивано-Франковск)[3].

## Известные уроженцы
- Лукьян Кобылица (1812—1851) — руководитель народного восстания на Буковине в 40-х годах XIX века, депутат австрийского парламента (Рейхсрата);
- Осип-Юрий Адальбертович Федькович (1834—1888) — украинский писатель, предвестник украинского национального возрождения в Буковине.